# Terry Gerin
Terrance Guido „Terry“ Gerin (* 7. Oktober 1975 in Detroit, Michigan) ist ein US-amerikanischer Wrestler, der seit 2019  bei der Profiliga Total Nonstop Action Wrestling unter Vertrag steht. Er ist besser bekannt unter seinem Ringnamen Rhino, vormals Rhyno. Seine bisher größten Erfolg ist der einmalige Gewinn der ECW World Heavyweight Championship und der NWA World Heavyweight Championship. Terry Gerin ist ein trockener Alkoholiker.

## Wrestling-Karriere

### Anfänge
Terry Gerin wurde unter anderem von Scott D’Amore trainiert und begann seine Karriere 1994 unter dem Namen Terry Richards in regionalen Ligen in Michigan, sowie als vorgesehener Verlierer (Jobber) in der World Wrestling Federation (heute WWE). Später trat Gerin als Rhino Richards überwiegend in Kanada auf, wo er auch zusammen mit Jason Reso und Adam Copeland wrestlete.

### Extreme Championship Wrestling (1999–2001)
Extreme Championship Wrestling verpflichtete Gerin 1999 und ließ ihn unter dem Namen Rhino zusammen mit Steve Corino um die ECW World Tag Team Championship antreten. Später fehdete er gegen The Sandman. Nachdem Rhino im März 2000 das Finale im Turnier um die ECW World Television Championship gegen Super Crazy verloren hatte, gewann er den Titel einen Monat später von Yoshihiro Tajiri. Nur wenige Tage nach dem Verlust des Titels an Kid Kash im August holte er ihn sich von selbigem zurück.
Die Fehde gegen den Sandman hielt über Monate an. Der Sandman konnte sich Anfang Januar 2001 die ECW World Heavyweight Championship von Steve Corino sichern, doch direkt nach dem Match besiegte Rhino seinen Rivalen in einem Squash Match und wurde somit neuer Champion. Rhino vereinigte daraufhin den World Title und den Television Title, wodurch er die ECW Unified World Heavyweight Championship erschuf. Er blieb bis zum Bankrott der ECW im April 2001 Titelträger.

### World Wrestling Federation/Entertainment (2001–2005)
Direkt nach der Auflösung der ECW wurde Terry Gerin von der WWF (heute WWE) verpflichtet. Zusammen mit Kurt Angle und seinen früheren Weggefährten Edge und Christian bildete er unter dem Namen Rhyno das Stable Team RECK. Im Laufe des Jahres 2001 gewann Rhyno drei Mal die WWF Hardcore Championship. Im Juli verbündete er sich mit weiteren ehemaligen ECW-Wrestlern, welche sich wiederum mit ehemaligen WCW-Wrestlern zum Stable The Alliance zusammentaten. In der Folgezeit fehdete die Alliance im Zuge der Invasion-Storyline gegen Vertreter der WWF. Im November musste sich Rhyno einer Nackenoperation unterziehen und für 13 Monate pausieren. In der Storyline wurde seine Auszeit damit erklärt, dass er nach einer Niederlage gegen Kurt Angle vorübergehend aus der Alliance suspendiert wurde. In diesem Match verlor Rhyno auch seine kurz zuvor von Tajiri gewonnene WCW United States Championship.
Nach seiner Rückkehr in die nun in World Wrestling Entertainment umbenannte Liga schloss sich Rhyno mit Chris Benoit zusammen und unterlag mit ihm bei WrestleMania XIX den WWE Tag Team Champions Shelton Benjamin und Charlie Haas. Im Juli 2003 turnte er gegen seinen Partner und trat nun hauptsächlich bei SmackDown! um die WWE United States Championship an. Nach seinem Wechsel zu RAW im Frühjahr 2004 teamte Rhyno mit Tajiri.
Auf einer Party nach WrestleMania 21 geriet Terry Gerin in einen Streit mit seiner Noch-Ehefrau über das Sorgerecht für ihre gemeinsame Tochter und randalierte im Zuge der Auseinandersetzung in der Lobby eines Hotels. Daraufhin wurde er von der WWE entlassen und trat lediglich noch beim ersten ECW One Night Stand im Juni 2005 für die Liga an.

### Total Nonstop Action Wrestling (2005–2010)

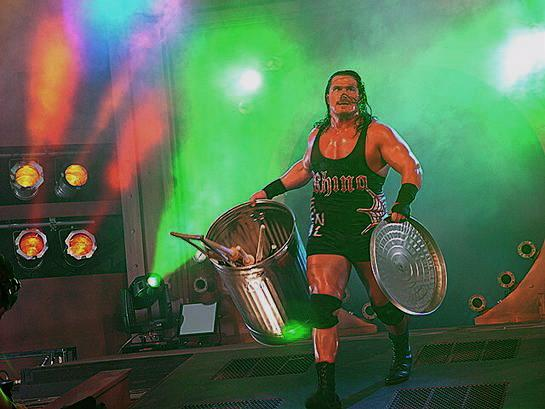
Rhino bei TNA Wrestling.

Im Juli 2005 debütierte Rhino bei TNA und attackierte den amtierenden NWA World Heavyweight Champion Raven. Dadurch schloss er sich dem Stable Planet Jarrett an. Bei Bound for Glory 2005 gewann Rhino ein Gauntlet Match, was ihm ein erneutes Titelmatch einbrachte. Am gleichen Abend hatte er bereits Jeff Hardy, Chris Parks und Sabu in einem Monter’s Ball Match besiegt. In seinem dritten Match bei dieser Show besiegte Rhino schließlich Titelträger Jeff Jarrett und wurde neuer NWA World Heavyweight Champion. Zwei Wochen später musste Rhino den Titel bei einer zweistündigen Sonderausgabe von TNA iMPACT! wieder an Jarrett abgeben.
Im Juli 2006 verbrannte Rhino den Gürtel der ECW World Heavyweight Championship, den er als letzter Titelträger nach dem Bankrott der ECW behalten hatte, in einem mit brennendem Öl gefüllten Fass. Da die WWE als Besitzer der ECW-Trademarks rechtliche Schritte angedroht hatte, blieb der Gürtel dabei jedoch in einem Leinensack verborgen. Später gab er allerdings zu, dass es sich bei dem verbrannten Gürtel um ein Replikat handelte, und er den originalen Gürtel immer noch besitzt. Dies geschah auf Grund der Ausrichtung der neuen ECW in der WWE.
Danach gab es für Rhino mehrere, unbedeutende Fehden. Dabei schloss er sich unter anderem der Frontline an (Stable aus „jungen“ TNA Superstars) und fehdete mit der Frontline gegen die Main Event Mafia. Seine letzte Fehde bestritt er gegen Rob van Dam. Am 6. Dezember 2010 hatte er seinen letzten Auftritt für TNA Wrestling.

### Ring of Honor (2011–2013)
Nach einigen Auftritten in der Independentszene gab er am 13. Juni 2011 sein Debüt für Ring of Honor als Mitglied von The Embassy.

### Rückkehr zur TNA Wrestling (2014–2015)
Am 20. Juni 2014 kehrte Rhino während der Impact Wrestling-Tapings zu TNA zurück, als er Bully Ray im Auftrag von Ethan Carter III angriff, um ihm dabei zu helfen, ein Table-Match zu gewinnen.

### Rückkehr zur WWE (2015–2019)

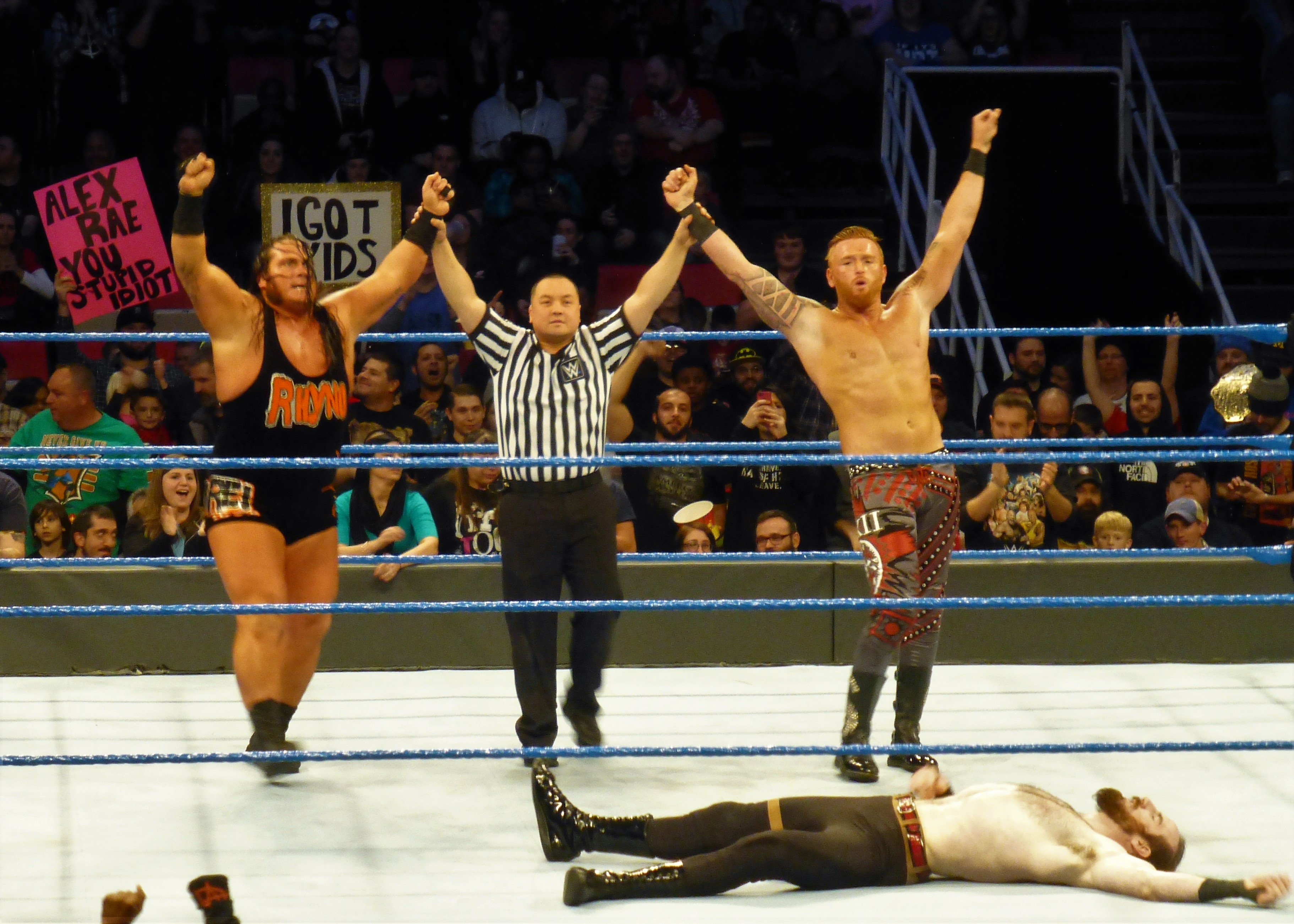
Rhyno und Slater nach dem Sieg bei SmackDown im Jahr 2016.

Im Februar 2015 kehrte Gerin überraschend zur WWE zurück, als er in der Entwicklungsliga WWE NXT siegreich ein Match gegen Elias Samson bestreiten durfte.
Am 7. Dezember des Jahres trat Rhyno wieder bei der Hauptshow RAW auf. Am 11. September 2016 bei wwe Backlash gewann er zusammen mit Heath Slater ein Turnier und gewann damit mit ihm als erstes den WWE Smackdown Tag Team Championship, diese Regentschaft hielt 84 Tage und verloren die Titel dann schlussendlich gegen The Wyatt Family bestehend aus Bray Wyatt, Randy Orton und Luke Harper am 4. Dezember 2016 bei Tables, Ladders & Chairs. Seither bestritten sie nur noch einzelne Tag Team Matches miteinander, doch ein weiterer großer Spot blieb ihnen fern. In Rahmen des Superstar ShakeUps 2018 drafteten Gerin und sein Tag-Team-Partner zu Raw, auch hier workten sie nur einzelne Matches.

### Zweite Rückkehr zur Impact Wrestling (seit 2019)
Am 7. Juli 2019 kehrte Rhino zu Impact Wrestling (früher Total Nonstop Action Wrestling) bei Slammiversary XVII in schwarzer Verkleidung und schwarzer Maske zurück und griff Michael Elgin an.

## Wrestling-Erfolge
- World Wrestling Entertainment
  - WCW United States Heavyweight Championship (1×)
  - WWE SmackDown Tag Team Championship (1× mit Heath Slater)
  - WWF Hardcore Championship (3×)

- Extreme Championship Wrestling
  - ECW World Heavyweight Championship (1×)
  - ECW World Television Championship (2×)

- Total Nonstop Action Wrestling
  - NWA World Heavyweight Championship (1×)

- Border City Wrestling
  - BCW Unified Television Championship (1×)

- Catch Wrestling Association
  - CWA World Tag Team Championship (1× mit Joe Legend, 1× mit Pierre Ouellet)

- European Wrestling Promotion
  - EWP World Heavyweight Championship (1×)

- Jersey All Pro Wrestling
  - JAPW Heavyweight Championship (1×)

- Pro Wrestling WorldWide
  - PW3 Heavyweight Championship (1×)

- World Series Wrestling
  - WSW Heavyweight Championship (1×)